# La Cour des miracles (salle de spectacle)
Pour les articles homonymes, voir Cour des miracles (homonymie).
La Cour des miracles est une salles de spectacle inaugurée en 1974 au 23, avenue du Maine à Paris 15e et disparue dans un incendie en 1981.
Deuxième plus grand café-théâtre parisien après le Café de la Gare à son époque, il tient son nom du quartier de Paris sous l'Ancien Régime, popularisé par Victor Hugo dans Notre-Dame de Paris.
Jean-Paul Sartre y tient une conférence de presse le 25 septembre 1975 pour expliquer les raisons de sa rupture de contrat avec Marcel Jullian, PDG d'Antenne 2 qui lui avait confié une série d'émissions,.
À sa place se tient aujourd'hui le cabaret-restaurant  Oh ! César.

## Programmation
- 1975 : Elle voit des nains partout de Philippe Bruneau, mise en scène de l'auteur[4]
- 1975 : La golden est souvent farineuse de Josiane Lévêque, mise en scène Évelyne Dandry
- 1975 : Attendons la fanfare de Guy Foissy, mise en scène Alain Janey
- 1975 : Lit cage de Georges Michel, mise en scène  de l'auteur
- 1976 : Je te le dis, Jeanne, c’est pas une vie la vie qu’on vit de et avec les 3 Jeanne
- 1976 : J'oublie tout pour t'aimer de Pierre Louki, mise en scène Christian Dente
- 1977 : What a Fair Foot de Mario Franceschi, mise en scène de l'auteur
- 1977 : Rendez-moi mes baskets de et avec Marianne Sergent
- 1977 : Les Mirabelles
- 1977 : Zizanie Bretelle de Josiane Lévêque, mise en scène Évelyne Dandry
- 1978 : Confetti en tranches de Josiane Lévêque, mise en scène Gilbert Beugnot
- 1978 : Le Bonbon magique avec Charlotte de Turckheim[5]
- 1978 : Vite et fort de et avec Marianne Sergent
- 1978 : Pas un navire à l'horizon d'Henri Mitton, mise en scène Claude Confortès avec Anémone
- 1978 : Roland Magdane (one-man-show)
- 1979 : Commissaire Nicole Bouton de Dominique Lavanant, Martin Lamotte et Michel Blanc, mise en scène par Josiane Balasko
- 1979 : Essayez donc nos pédalos d'Alain Marcel, mise en scène de l'auteur
- 1980 : Ivres pour vivre de Jean Barbeau, mise en scène Mireille Larroche
- 1980 : Les Rois de la communale d'Yvan Varco, mise en scène Jean-Luc Moreau
- 1980 : Mesos de et avec Christian Pereira